# Dermatodon funkii
Dermatodon funkii är en bladmossart som beskrevs av Hübener 1833. Dermatodon funkii ingår i släktet Dermatodon, klassen egentliga bladmossor, divisionen bladmossor och riket växter. Inga underarter finns listade i Catalogue of Life.